# عملية فيلر الصغير

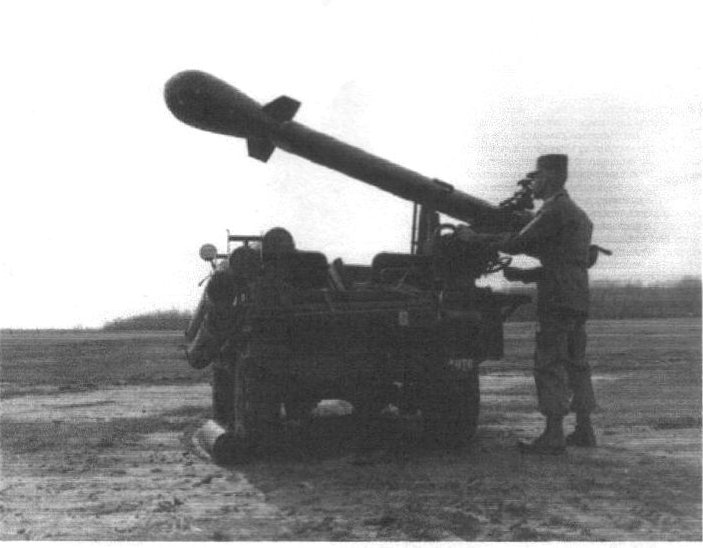
فيلر الأول: نظام أسلحة ديفي كروكيت مُركب على مركبة ويُعد للإنطلاق

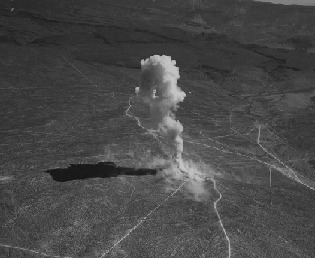
انفجار فيلر الصغير

عملية فيلر الصغير هي مجموعة من الاختبارات النووية التي أجرتها الولايات المتحدة في موقع اختبار نيفادا يومي 7 و 17 يوليو 1962 كجزء من عملية شعاع الشمس.

## نبذة
عملية فيلر الصغير تنقسم إلى قسمين وكلاهما اختبار لرؤوس W54 المخزنة وهي أصغر الرؤوس الحربية النووية التي أنتجتها الولايات المتحدة وتستخدم في كل من الرؤوس الحربية لديفي كروكيت.

### عملية فيلر الصغير الأولى
كانت في 7 يوليو 1962 حيث تم تعليق الرأس الحربي على بعد ثلاثة أقدام فقط من سطح الأرض وكان عائده يعادل 22 طن فقط من مادة تي إن تي.

### عملية فيلر الصغير الثانية
كانت في 17 يوليو حيث تم إطلاق الرأس الحربي كجهاز ديفي كروكيت من قاذفة ثابتة بقطر 155 ملم ومن المقرر أن ينفجر ما بين 20 و 40 قدم فوق الأرض على بعد حوالي 1,7 ميل من نقطة الإطلاق بإنتاج يبلغ 18 طن.

## الأهداف
تتميز عملية فيلر الصغير الأولى بتمييز إضافي لكونه آخر تفجير نووي قريب من الأرض أجرته الولايات المتحدة الأمريكية (عملية حوض السمك).
أجريت جميع الاختبارات الإضافية تحت الأرض وفقا لمعاهدة الحظر الجزئي للتجارب النووية.

## عملية رولر كوستر
عملية رولر كوستر على الرغم من أن هذه السلسلة اللاحقة من الاختبارات لعملية فيلر الصغير لم تتضمن أي تفجير نووي حقيقي إلا أنها قامت بتفريق المواد المشعة باستخدام المتفجرات التقليدية وبالتالي يمكن اعتبارها آخر اختبار نووي فوق الأرض.